# 21709 Sethmurray
21709 Sethmurray este un asteroid din centura principală de asteroizi.

## Descriere
21709 Sethmurray este un asteroid din centura principală de asteroizi. A fost descoperit pe 7 septembrie 1999 la Socorro, New Mexico, în cadrul proiectului LINEAR. Asteroidul prezintă o orbită caracterizată de o semiaxă mare de 2,26 ua, o excentricitate de 0,09 și o înclinație de 6,1° în raport cu ecliptica.